# (34372) 2000 RS44
2000 RS44 (asteroide 34372) é um asteroide da cintura principal. Possui uma excentricidade de 0.11115340 e uma inclinação de 8.04811º.
Este asteroide foi descoberto no dia 3 de setembro de 2000 por LINEAR em Socorro.